# Schiffsüberzug

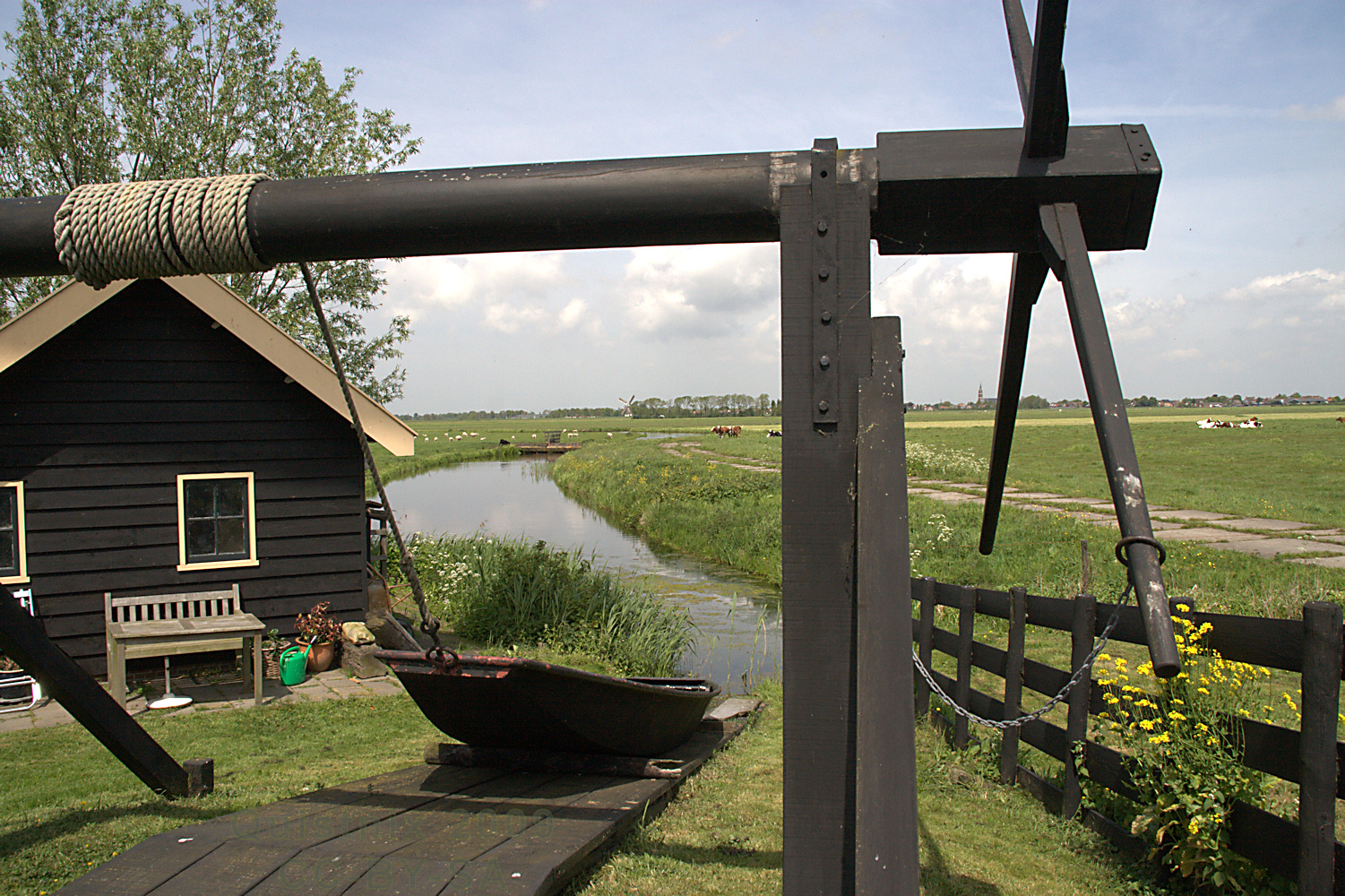
Schiffsüberzug

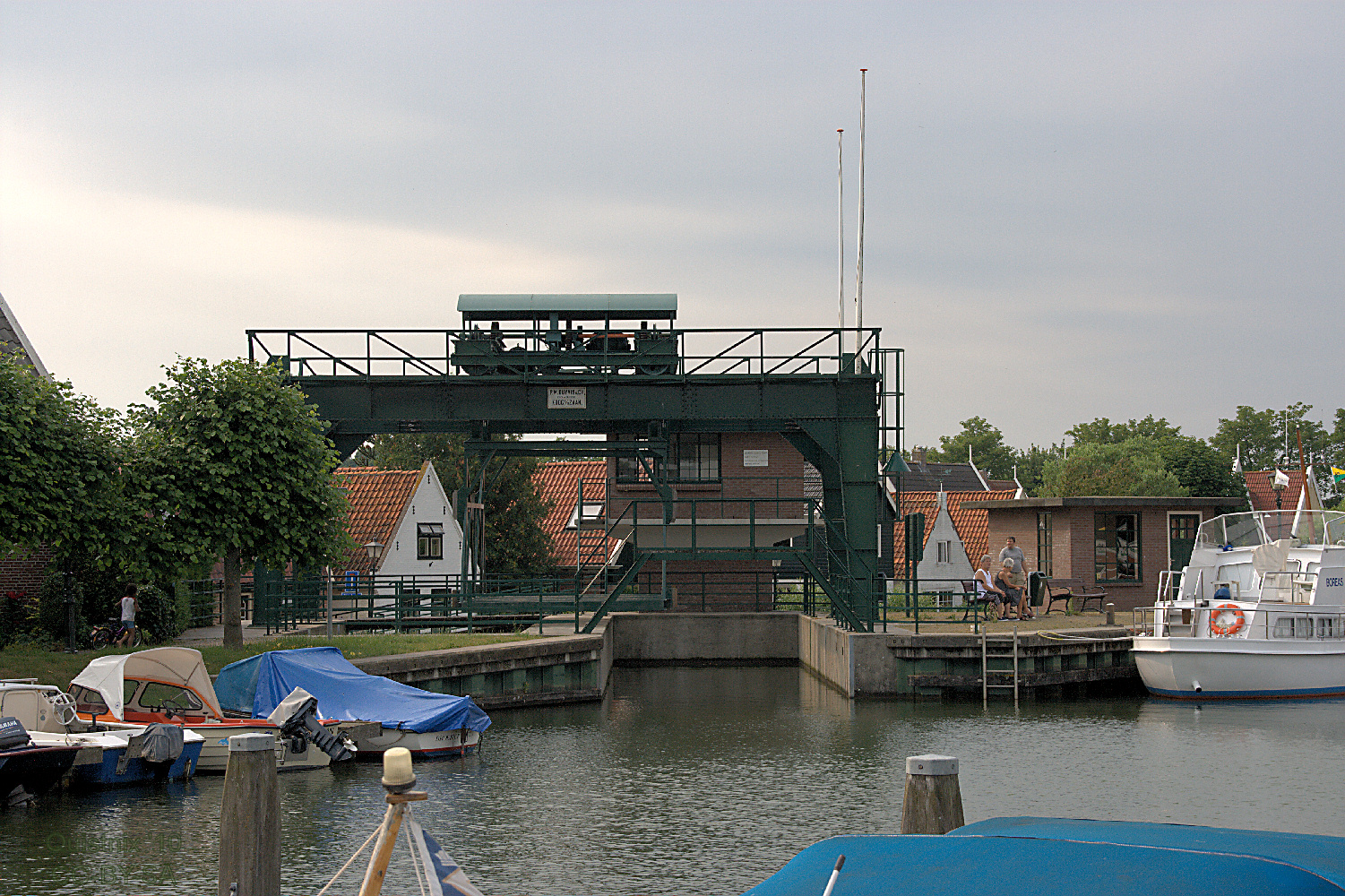
Schiffslift bei Broekerhaven

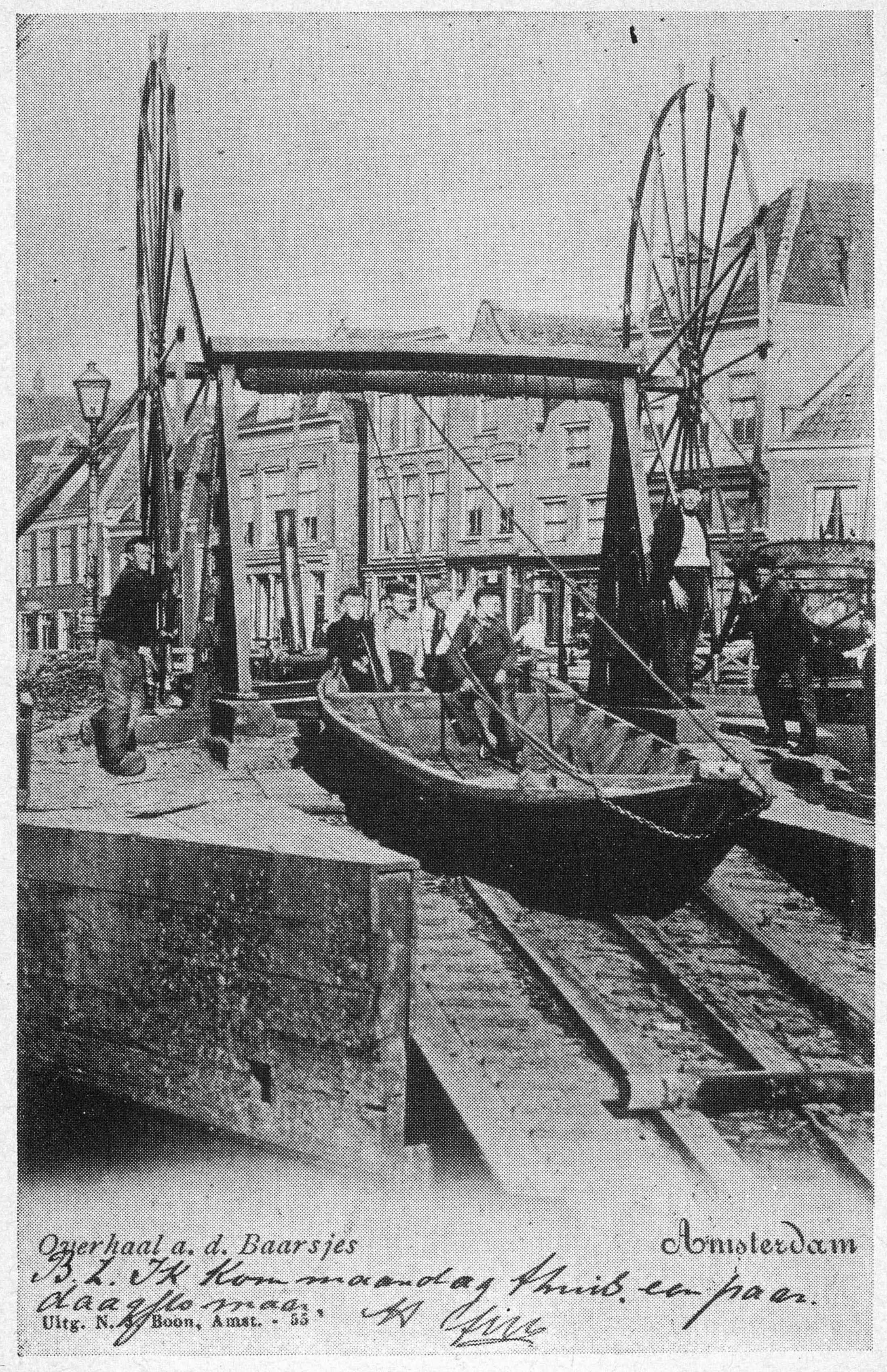
Alter Schiffsüberzug in Amsterdam

Ein Schiffsüberzug oder Schiffszug ist eine Vorrichtung, um Schiffe über einen Damm von einem Gewässer zum anderen zu transportieren. Damit können Höhenunterschiede überwunden werden. Der Schiffsüberzug kann auch als Vorläufer der Schleuse oder eines Schiffshebewerk angesehen werden.

## Bauweise und Funktion
Der Schiffsüberzug bestand historisch aus schiefen Ebenen, die mit eingefetteten Holzbohlen belegt waren. Teilweise wurden die  Schiffe auch über Baumstämme gerollt. Am höchsten Punkt war eine einfache Seilwinde aufgebaut, mit der die Schiffe hochgezogen wurden. Im Altertum bestand an dem Isthmus von Korinth ein Schiffsüberzug zwischen dem Golf von Korinth und dem Ägäischen Meer. Dort wurden die Schiffe auf Karren über Land gezogen. Der US-amerikanische Ingenieur James Buchanan Eads und die mexikanische Regierung planten ab 1880 einen Schiffszug über die Landenge von Tehuantepec durch die gemeinsam gegründete Tehuantepec Interoceanic Ship Railway bauen zu lassen, der Schiffe mittels sehr großer Eisenbahnwagen vom Atlantik zum Pazifik und umgekehrt transportiert werden sollte. Nach dem plötzlichen Tod Eads' 1887 wurde der Plan aufgegeben.

## Moderne Anlagen
In den Niederlanden wurden 1992 und 2002 an der Regge bei Rijssen-Holten und Hellendoorn zwei elektrische Anlagen für die Freizeitschifffahrt gebaut. Diese Anlagen werden mit Batteriestrom aus den Booten angetrieben. Die Fahrzeuge fahren auf einen Wagen und überwinden so einen Höhenunterschied von 1,20 bzw. 2,50 Meter.
In Broekerhaven, in der Nähe von Enkhuizen, steht ein 1923–24 gebauter, elektrischer Schiffslift, der den am Markermeer liegenden Hafen des Ortes mit dem Kanalsystem verbindet. Die Boote fahren in eine offene Wanne, werden hochgezogen, dann seitlich versetzt zum Kanal gefahren und dort wieder abgelassen.